# Луизиньо Лемос
Луис Алберто да Силва Лемос (порт. Luís Alberto da Silva Lemos; 3 октября 1951, Нитерой, Рио-де-Жанейро — 2 июня 2019, Нова-Игуасу, Рио-де-Жанейро, более известный под именами Луизиньо Лемос (порт. Luisinho Lemos) и Луизиньо Томбо (порт. Luisinho Tombo)) — бразильский футболист, нападающий. Лучший бомбардир в истории клуба «Америка» — 311 мячей. Помимо «Америки», выступал за команды «Фламенго», «Интернасьонал», «Ботафого», «Лас Пальмас», «Палмейрас», «Ферровиария», «Американо», а также клубы Катара и Мексики. Дважды лучший бомбардир чемпионата Рио. После окончания карьеры футболиста тренировал команды низших дивизионов Бразилии и Катара.
Брат двух других футболистов — Сезара Малуко и Кайо Камбальоты.

## Достижения

### Командные
- Обладатель Кубка Гуанабара: 1974
- Обладатель Трофея Рио: 1982

### Личные
- Лучший бомбардир чемпионата Рио-де-Жанейро: 1974 (20 голов), 1983 (22 гола)